# Запис Малинина крушка (Смиловац)
Запис Малинина крушка (Смиловац) се налази на парцели чији је власник Тодоровић Славољуб.

## Локација
| Општина             | Ражањ                                                                       |
| Катастарска општина | Смиловац                                                                    |
| Потес               | Село                                                                        |
| Координате          | 43° 46′ 27″ С; 21° 35′ 32″ И / 43.774099999999997° С; 21.592199999999998° И |
| Надморска висина    | 247m                                                                        |

## Карактеристике
Дендрометријске вредности утврђене на терену и сателитским снимцима:
| Стабло                     | Крушка |
| Висина стабла              | m      |
| Обим дебла                 | m      |
| Пречник крошње             | 6m     |
| Пречник дебла              | m      |
| Висина дебла до прве гране | m      |

## База записа
Запис је у оквиру Викимедија пројекта "Запис - Свето дрво" заведен под редним бројем 0671.